# シャワーのあとで
『シャワーのあとで』は、川島なお美3枚目のアルバムである。

## 概要
川島なお美のアルバムで初めてCDが発売された。自身最大ヒットとなったシングル「GEMINI」を収録。アルバムも最大の売り上げとなった。

## 収録曲
1. ブランチができるまで（4分15秒）
作詞：秋元康　作曲：小田裕一郎　　編　曲：椎名和夫
2. Weather Report（4分11秒）
作詞：秋元康　作曲・編曲：林哲司
3. Summer Vacation（3分53秒）
作詞：安藤芳彦　作曲：村田和人　編曲：新川博
4. Party Night（3分56秒）
作詞・作曲：中原めいこ　編曲：新川博
5. Oasis Avenue（3分38秒）
作詞：森雪之丞　作曲・編曲：新川博
6. 涙のスクール・デイズ（I'm Just a Lonely Girl）（4分23秒）
作詞：康珍化　作曲：西木栄二　編曲：新川博
7. GEMINI（3分33秒）
作詞・作曲：中原めいこ　編曲：新川博
8. 砂になりたい（4分25秒）
作詞：秋元康　作曲・編曲：林哲司
9. 駐車禁止のミニ・クーパー（3分53秒）
作詞：秋元康　作曲・編曲：林哲司
10. ラ・ボン・ベール（4分2秒）
作詞：秋元康　作曲：安部恭弘　編曲：椎名和夫
11. シアトルからのエアメール（3分52秒）
作詞：秋元康　作曲・編曲：林哲司
12. 1年の時から（4分3秒）
作詞：康珍化　作曲：西木栄二　編曲：新川博